# 金山浦駅
金山浦駅（クムサンポえき、朝鮮語: 금산포역）は、朝鮮民主主義人民共和国の黄海南道殷栗郡の駅で、殷栗線に属する。 

## 隣の駅
殷栗線
殷栗駅 - 金山浦駅 - 鉄鉱駅